# Rhododendron orbiculare
Rhododendron orbiculare là một loài thực vật có hoa trong họ Thạch nam. Loài này được Decne. mô tả khoa học đầu tiên năm 1877.

## Hình ảnh

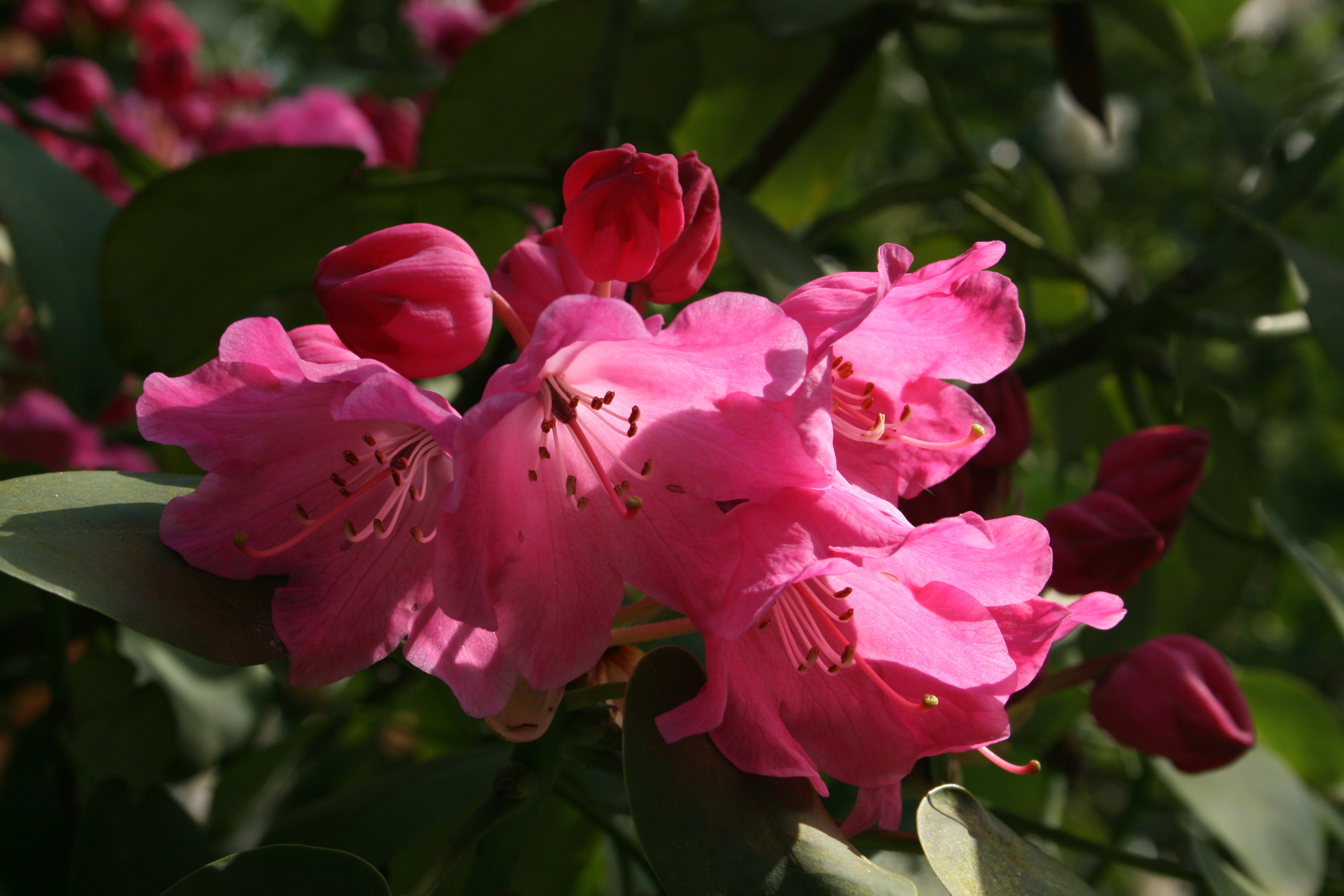
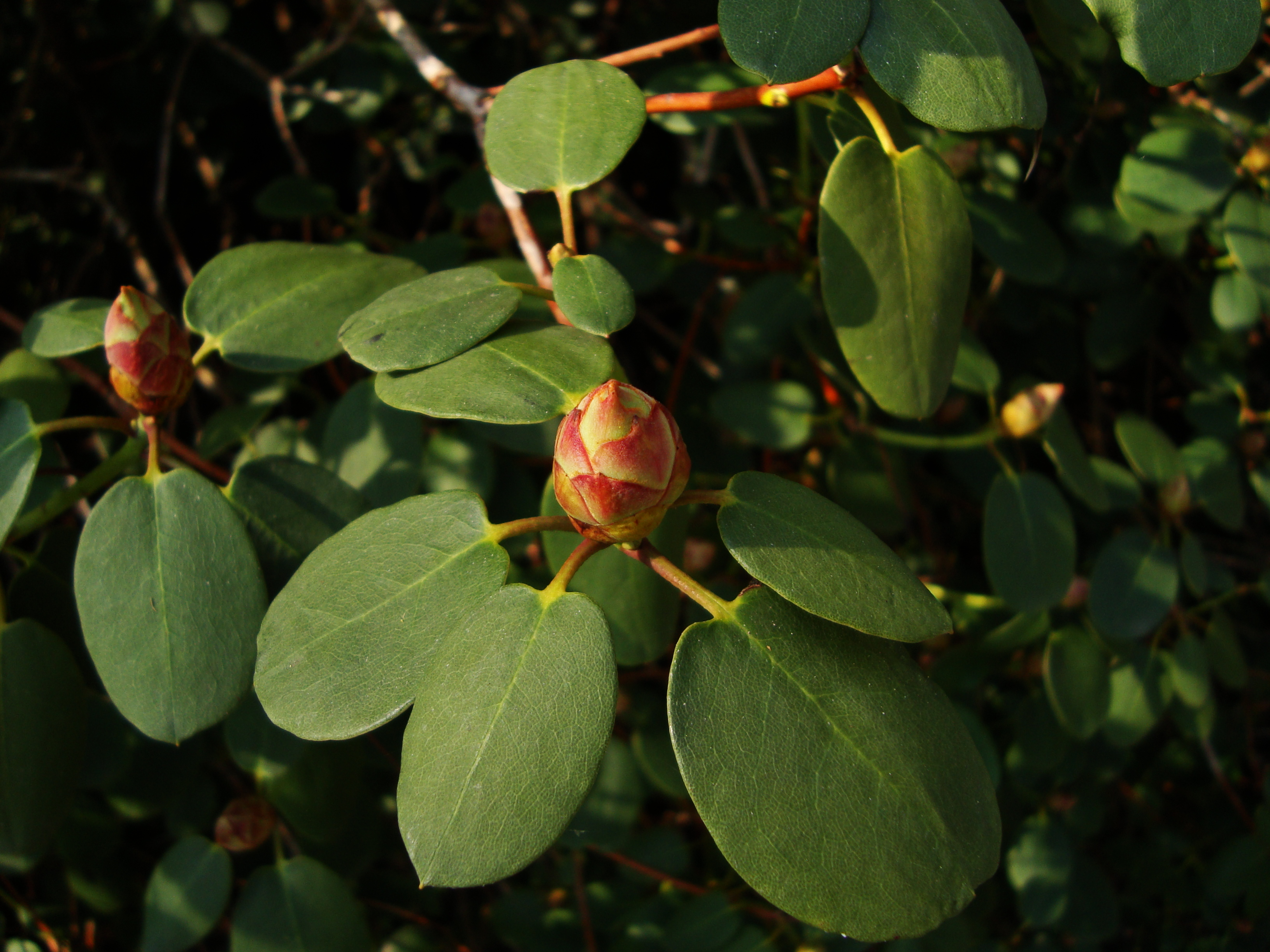
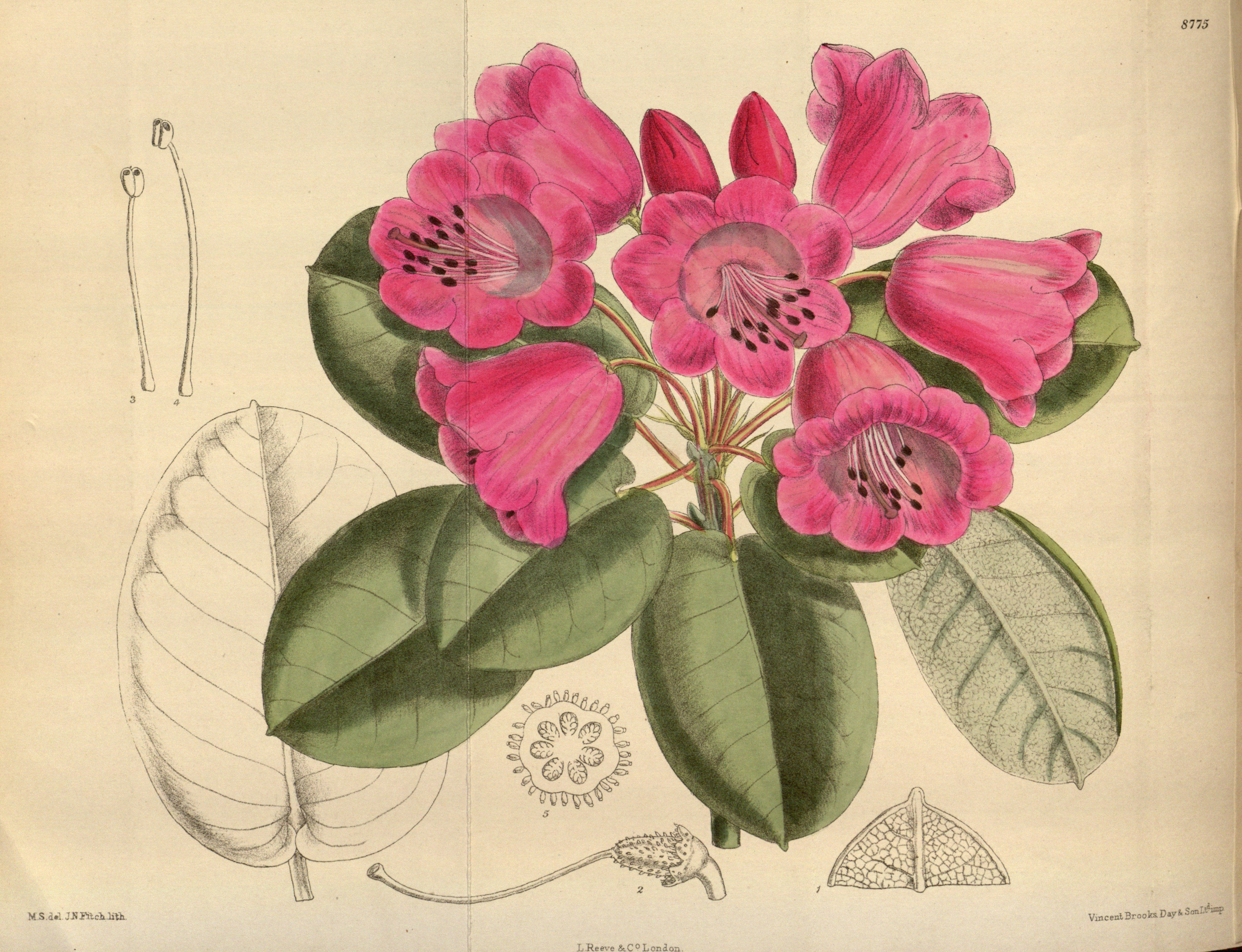
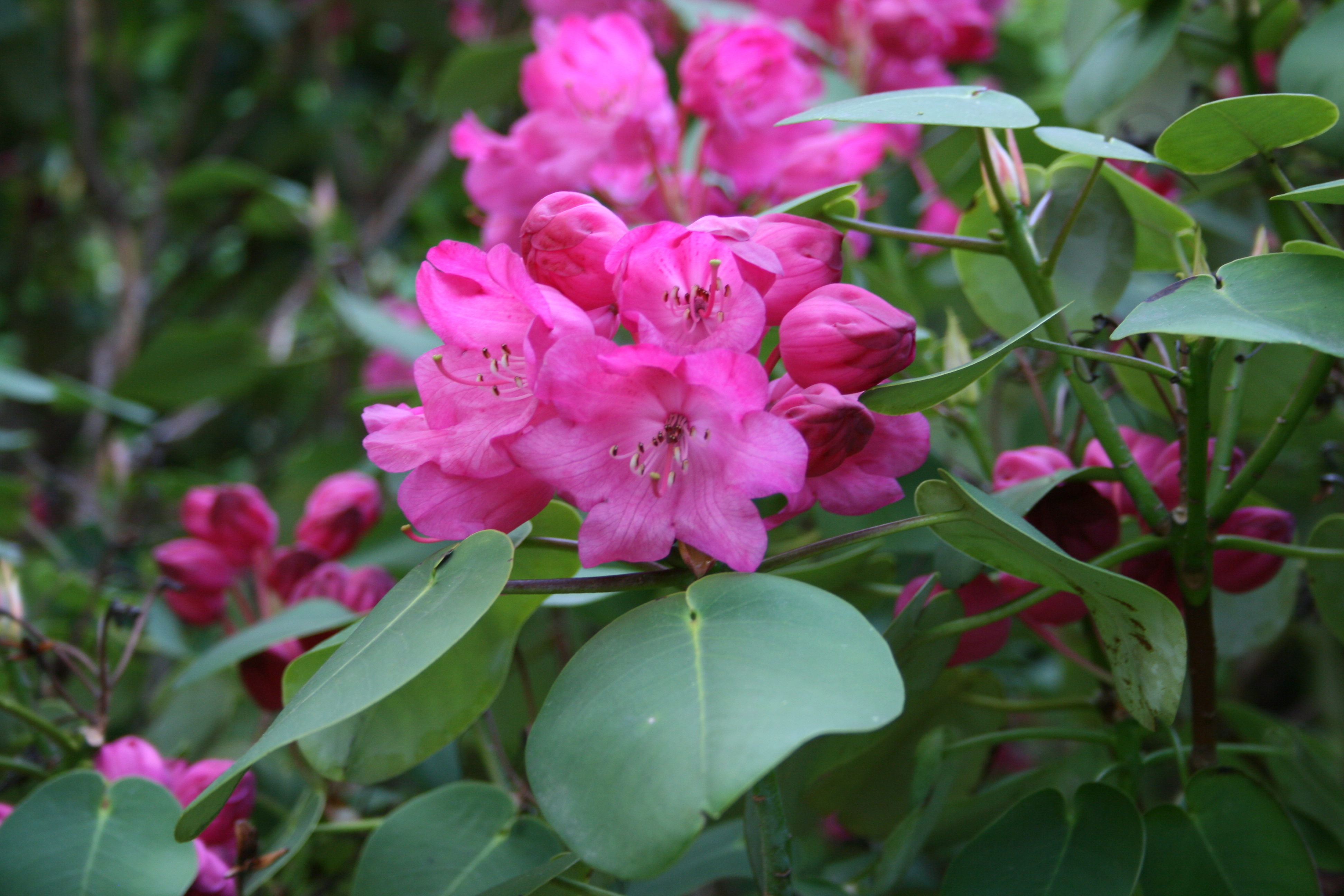